# Antoine Vitré
Antoine Vitré, né à Paris en 1587 où il est mort en 1674, est un imprimeur français.

## Biographie
Fils de Pierre Vitré, imprimeur à Paris, Antoine acheta l’imprimerie de Jacques Duclou, mort vers 1616, et adopta l’enseigne et la devise de son prédécesseur, un Hercule terrassant un monstre, avec ces mots : Virtus non territa monstris.
Le premier livre sorti de ses presses paraît être le Broiement des moulins des Rochellois, 1621, in-8°. En 1625, il employa le premier, à Paris, des caractères syriaques en mettant au jour un Psautier syriaque et latin. En 1628, il imprima le Corpus juris avilis, de Denys Godefroy, 2 vol. in-fol. En 1632, il publia le Dictionarium latino-arabicum de Jean-Baptiste Du Val.

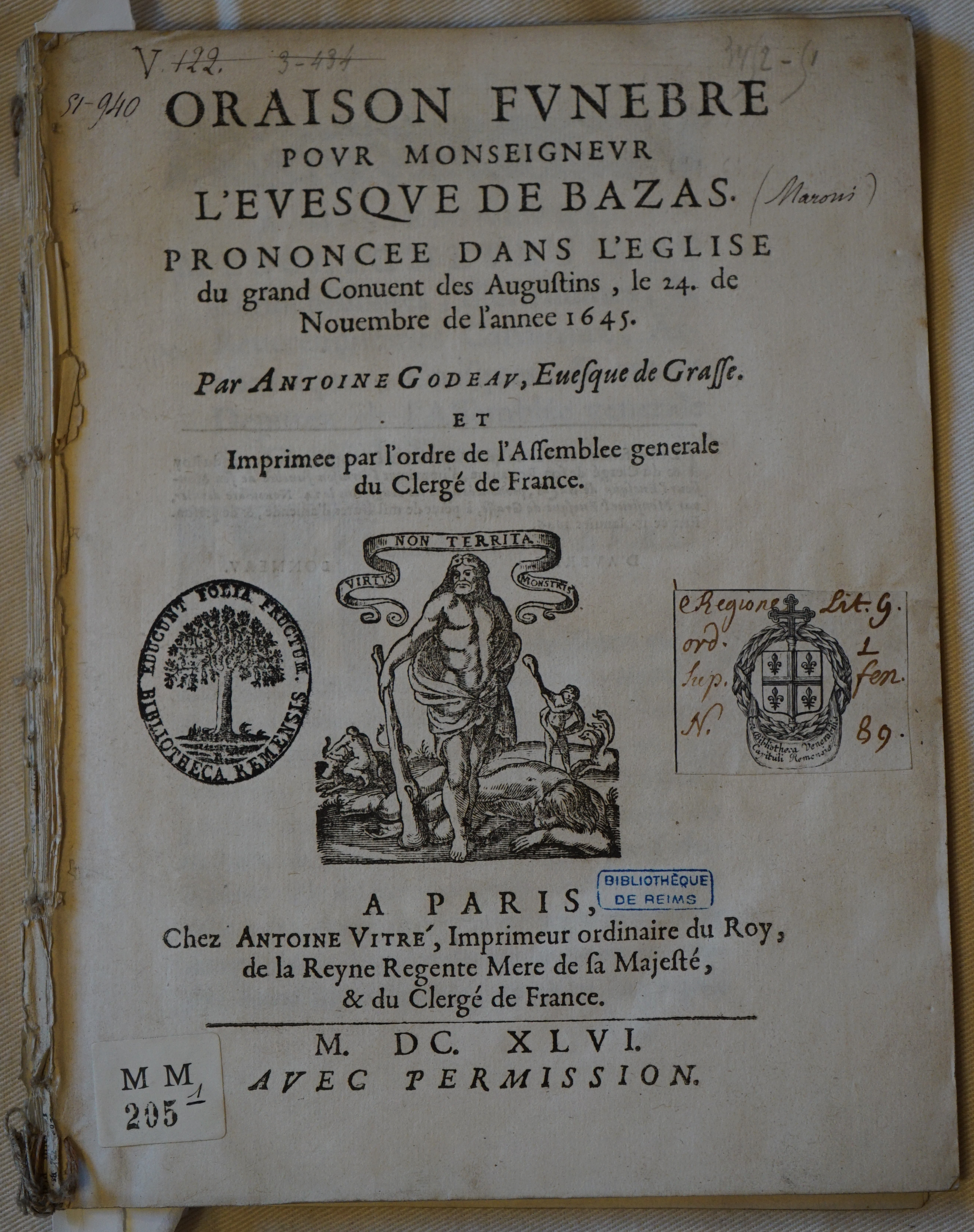
Sa marque de libraire entouré d'un tampon des saisies révolutionnaires et d'un ex-libris du chapitre cathédral de Reims, bibliothèque Carnegie (Reims).

Le 7 avril 1630, Vitré fut nommé imprimeur du roi en langues orientales, et imprimeur du clergé le 5 juin 1635, syndic de sa communauté, puis consul en 1664, et directeur de l’hôpital général.
Colbert lui donna la direction de l’imprimerie royale. Les livres sortis des presses de cet habile artiste sont fort beaux, et ses Bibles in-fol. et in-12 sont au nombre des ouvrages les mieux imprimés du XVIIe siècle.
Richelieu l’ayant chargé d’acquérir en son nom, mais pour le compte du roi, quatre-vingt-dix-sept manuscrits rapportés de Constantinople par Savary de Brèves, et des caractères orientaux qui devaient servir à la publication d’une Bible polyglotte, Vitré les obtint pour un prix qui ne lui fut jamais remboursé, et il eut à supporter, par suite de cette acquisition, des procès et beaucoup d’autres désagréments.
L’avocat Le Jay se chargea des frais de l’impression de cette Bible polyglotte imprimée en arabe, en chaldéen, en grec, en hébreu, en latin, en samaritain et en syriaque, et il s’y ruina. La publication de cet ouvrage, chef-d’œuvre typographique auquel collaborèrent les hommes les plus savants de l’époque, commencée en 1628, fut achevée en 1645 ; il se compose de 9 tom., en 10 vol. (le t. V étant divisé en deux parties) de format atlantique.
La beauté du papier et l’exécution typographique de la Bible polyglotte sont remarquables ; mais l’incommodité du format et le grand nombre des fautes en diminuèrent beaucoup la valeur par la suite.
La Caille et Chevillier ont prétendu que Vitré fit détruire les caractères qui avaient servi à l’impression de la Polyglotte, afin qu’ils ne pussent pas servir après sa mort ; mais de Guignes a prouvé l’injustice de ce reproche.
Son frère, Barthelemi, mort en 1683, laissa un fils. Marin Vitré, qui fut reçu imprimeur libraire à Paris, en 1662.